# دبي بلس
دبي بلس هو برنامج بطاقة المدينة الذكية لموظفي الحكومة وشبه الحكومة في دبي. أطلقتها دائرة التنمية الاقتصادية ودائرة الموارد البشرية بدبي بالتعاون مع شركة ناشونال بلس وشركة نتوورك العالمية وفيزا.
تم اطلاق برنامج دبي بلس على هامش معرض البطاقات والمدفوعات في الشرق الأوسط 2015، والذي تم افتتاحه في 12\5\ 2015.

## الافتتاح
قام بتدشين البرنامج علي إبراهيم إسماعيل، نائب مدير عام دائرة التنمية الاقتصادية، ومحمد بن مرخان الكتبي، المدير التنفيذي لشركة ناشونال بلس؛ وبايراف تريفيدي، الرئيس التنفيذي لشركة تيرابين ان المنظمة لمعرض البطاقات والمدفوعات في الشرق الأوسط، وايهاب أيوب نائب المدير التنفيذي لشركة نتورك إنترناشونال، إلى جانب عدد من كبار المسؤولين والمستثمرين ورجال الأعمال على المستوى المحلي والإقليمي والعالمي.

## الأهداف
يأتي إطلاق البرنامج ضمن جهود اقتصادية دبي وبشرية دبي الرامية إلى تنفيذ توجيهات الشيخ محمد بن راشد آل مكتوم نائب رئيس الدولة رئيس مجلس الوزراء حاكم دبي.

## الخدمات
برنامج دبي بلس هو بطاقة ذكية آمنة، يمكن لحاملي البطاقة استخدامها في جميع محطات نقاط البيع الخاصة بنتوورك انترناشونال في دبي ودفع المشتريات عبر نظام المحفظة الإلكترونية، والدفع لخدمات هيئة الطرق والمواصلات بمدينة دبي، وخدمات والحصول على العروض والخصومات من التجار المسجلين بالبرنامج. وتهدف البطاقة للحد من انبعاثات الكربون من المعاملات التجارية، كما يجري التواصل مع المستهلكين من خلال وسيط رقمي بدلا من الإعلانات المطبوعة المستخدمة سابقا.

## الجوائز
حصل برنامج «دبي بلس» على جائزة «بطاقة الامتيازات الأولى للمدينة» من قبل جوزيف ريدلي، المدير العام لشركة تيرابين، الرائدة في تنظيم معارض البطاقات والمدفوعات، حيث تسلّمها كل من علي إبراهيم؛ ومحمد بن مرخان الكتبي، بحضور عدد من مديري الإدارات والجهات الحكومية والشخصيات المهمة في عالم البطاقات والمدفوعات.

## وصلات خارجية
- الموقع الإلكتروني الرسمي